# Дубки (Ливенский район)
Дубки — посёлок в Ливенском районе Орловской области России. 
Входит в Крутовское сельское поселение в рамках организации местного самоуправления и в Крутовский сельсовет в рамках административно-территориального устройства.

## География
Расположен к 2,5 км к северо-западу от границы райцентра, города Ливны, и в 116 км к юго-востоку от центра города Орёл.

## Население
| 2002 | 2010 |
| ---- | ---- |
| 349  | →349 |

Согласно результатам переписи 2002 года, в национальной структуре населения русские составляли 93 % от жителей.